# Любовта ми е моят грях
Любовта ми е моят грях (на испански: Amarte es mi pecado) е мексиканска теленовела, създадена от Лиляна Абуд, режисирана от Бенхамин Кан и Родриго Саунбос и продуцирана от Ернесто Алонсо за Телевиса през 2004 г.
В главните роли са Ядира Карийо и Серхио Сендел, а в отрицателните – Силвия Паскел, Маргарита Исабел, Тиаре Сканда, Одисео Бичир, Ерика Буенфил, Алехандро Ибара и Адриана Роел. Специално участие вземат Алесандра Росалдо, Алексис Аяла и Серхио Рейносо.

## Сюжет
В град Пацкуаро живее Леонора „Нора“ Гусман и Мадригал де Орта, красива и наивна жена, изпълнена с мечти. Тя завижда на жените, а мъжете я желаят, но има очи само за Алфредо де ла Мора, беден млад певец. Баща ѝ, Хакобо, непрекъснато настоява Нора да се омъжи за богат мъж, за да получи луксозен живот. На смъртния му одър Нора обещава да изпълни желанието му.
След смъртта на Хакобо Нора изпитва голямо ужас, когато нейната амбициозна и зла мащеха Исаура я продава на Ериберто Рейес, най-богатия човек в Пацкуаро. За да защити своята чест, Нора ранява Ериберто, който за да избегне скандала, не повдига обвинения срещу нея. Притисната от оплакванията на съседите и отхвърлянето на всички хора, Нора решава да се самоубие, като скочи в езерото, но е спасена от Артуро Сандовал, който се влюбва в нея.
Скоро след това Нора и Исаура се преместват да живеят в Морелия с единственото семейство, което има Нора, нейната леля доня Алехандра Мадригал де Орта, сестра на покойната ѝ майка. Алехандра е богата жена от висшето общество, алчна и лицемерна, която презира Исаура, защото е бедна, и която иска само да омъжи Нора за богаташ. В действителност Алехандра не обича Нора, защото тя е плод на любовта между сестра ѝ, Леонора, и Хакобо, мъжа, в когото винаги е била влюбена.
Алехандра пази голяма тайна, преди години е била любовница на Хакобо, а след тази авантюра остават ужасни последици – Алехандра забременява и по-късно ражда момиченце, което мрази и унижава. Това момиченце е Касилда, отгледана от своята кръстница. Касилда е грозна жена, която мрази Нора заради красотата и вниманието, което очевидно получава от Алехандра. Исаура открива тайната и храни Касилда с омраза и завист към Нора, особено когато Леонардо Муньос, млад и красив мъж, който Касилда винаги тайно е обичала, се влюбва дълбоко в Нора.
В Морелия Нора се събира отново с Артуро и преспива с него. Артуро я обича, но трябва да си тръгне, когато получава предложение за работата като пилот в търговска авиокомпания. Артуро обещава, че след няколко месеца ще се върне, за да се ожени за нея и Нора е щастлива, като се подготвя за сватбата им, докато пази в тайна от леля си Алехандра. По случайност Артуро се събира отново със старата си приятелка Паулина. След вечер на разгул откриват, че са преспали заедно.
Когато Паулина се връща в Мексико, тя признава за случилото се на Хуан Карлос Ореяна, богат и мил човек, който ръководи списанието, в която тя работи като репортер. На Хуан Карлос винаги са завиждали особено неговият служител Серхио Саманиего. Паулина се изпълва със съмнения, защото осъзнава, че е влюбена в Артуро.
Нора открива, че очаква дете от Артуро, но преди да успее да му каже, Паулина го уведомява, че е бременна. Чувството за отговорност принуждава Артуро да признае на Нора за случилото се. Нора отново се чувства предадена, затова пази бременността си в тайна и решава да се посвети на нероденото си дете. След раждането, Исаура дава детето ѝ на Касилда, казвайки ѝ, че се е родило мъртво. Нора става негова кръстница, като мисли, че детето е на Касилда.
Напълно разбита след смъртта на дъщеря си, Нора се кълне, че не ще обикне някого отново и ще живее само с една-единствена цел: да се възползва от красотата си, за да съсипе мъжете. Превърнала се в твърда жена, тя живее, за да постигне щастието с цената на всичко и да си отмъсти на всички, които са я наранили, особено Артуро, когото иска да намрази, но не може да спре да го обича.
Десет години по-късно Нора става известен и богат модел, женен за Феликс Паласиос, богат и зрял мъж, който я обожава, но има мистериозен бизнес; обаче Нора не успява да спре да мисли за Артуро. Паулина също е призната журналистка, омъжена за Артуро, който живее с нея и Мариса, дъщеря им, но Паулина е дълбоко недоволна да научи, че Артуро никога не я е обичал и все още е дълбоко влюбен в Нора. Междувременно Артуро има различни задачи, които всички завършват с неуспех, без да подозират, че именно Нора го е уволнила от работата му.
Съдбата отново обединява пътищата на всички, за да могат да изяснят случилото се, но Исаура се опитва по всякакъв начин интригите ѝ да не се разкрият, тя все още иска да получи повече пари от Нора и да не иска да загуби доверието ѝ.
Артуро започва да работи като шофьор на Феликс и Нора постоянно се крие от него. Един ден Паулина чува Исаура, която казва, че тя е сменила момичетата на Касилда и Нора и се опитва да убеди Касилда да каже истината. Леонора пристига и ги чува да говорят. Леонора се сблъсква с Исаура и я оставя заключена в една стая и планира да я предаде на полицията, но Исаура успява да избяга.
Знаейки, че е загубена, Исаура показва видео на Феликс, в което Леонора и Артуро се виждат да се целуват, а Феликс е напът да ги убие. Паулина и Касилда карат Исаура да повярва, че Феликс е пристига, за да убие Леонора и Артуро, а Паулина записа с камера Исаура, изповядваща всичко, което е направила. За да отнеме видеото, Исаура намушква Паулина с ножица. Паулина умира и моли Касилда да заснеме видеото на Феликс. Феликс пристига от пътуването си и тъй като той е напът да убие Леонора и Артуро, Касилда му показва видеото и той ги пуска.
На смъртния си одър Паулина се обажда на Леонора и Артуро и ги моли да се помирят и да бъдат щастливи. След това някои мъже, с които Феликс прави мръсен бизнес, обграждат къщата му и го убиват.
Исаура бяга и моли за помощ от Касилда, която я кара да мисли, че ще ѝ помогне да избяга. Следвайки съветите на духа на мъртвата си майка Алехандра, Касилда решава да помоли шофьор на камион да я вземе, скрива Исаура в камиона и убеждава шофьора на камиона да я остави на безлюдно място, оставяйки Исаура да умре. След това Касилда заминава с шофьора на камиона към неизвестно място.
Година по-късно Леонора и Артуро се срещат отново в църква и подновяват любовта си.

## Актьори
Част от актьорския състав:
- Ядира Карийо – Леонора „Нора“ Гусман Мадригал де Орта вдовица де Паласиос-Гарсия / де Сандовал
- Серхио Сендел – Артуро Сандовал Де Анда
- Алесандра Росалдо – Паулина Алмасан Миранда
- Силвия Паскел – Исаура Амила вдовица де Гусман
- Маргарита Исабел – Алехандра Мадригал де Орта
- Тиаре Сканда – Касилда Гомес / Касилда Гусман Мадригал де Орта
- Ерика Буенфил – Хисела де Лопес-Монфорт
- Алексис Аяла – Леонардо Муньос Де Сантяго
- Рене Касадос – Хуан Карлос Ореяна
- Одисео Бичир – Серхио Саманиего
- Хуан Пелаес – Кармело Кинтеро
- Серхио Рейносо – Феликс Паласиос-Гарсия
- Алехандро Ибара – Алфредо Де ла Мора / Алфредо Ранхел Гомес
- Мануел Охеда – Хакобо Гусман
- Офелия Гилмайн – Доня Ковадонга Линарес де Алмасан
- Адриана Роел – Гертрудис Де ла Мора де Рейес
- Антонио Меделин – Ериберто Рейес
- Аарон Ернан – Хоакин Аркадио
- Еухенио Кобо – Иполито Савала
- Алехандро Руис – Диего Фернандес Дел Ара
- Ингрид Марц – Рената Кирога
- Силвия Манрикес – Ана Мария Фернандес Дел Ара
- Фара Абуд – Кристина Паласиос Морет
- Бланка Гера – Леонора Мадригал де Орта
- Габриела Голдсмит – Кати де Кирога
- Роберто Байестерос – Марсело Превини
- Андреа Легарета – Водеща
- Ернесто Лагуардия – Водещ

## Премиера
Премиерата на Любовта ми е моят грях е на 5 януари 2004 г. по Canal de las Estrellas. Последният 95. епизод е излъчен на 14 май 2004 г.

## Версии
- Ничия жена (2022), мексиканска теленовела, продуцирана от Жисел Гонсалес за ТелевисаУнивисион, с участието на Ливия Брито и Маркус Орнелас.